# Phintelloides
Genre
Phintelloides est un genre d'araignées aranéomorphes de la famille des Salticidae.

## Distribution
Les espèces de ce genre se rencontrent en Asie.

## Liste des espèces
Selon World Spider Catalog (version 25.5, 11/09/2024) :
- Phintelloides alborea Kanesharatnam & Benjamin, 2019
- Phintelloides brunne Kanesharatnam & Benjamin, 2019
- Phintelloides flavoviri Kanesharatnam & Benjamin, 2019
- Phintelloides flavumi Kanesharatnam & Benjamin, 2019
- Phintelloides jesudasi (Caleb & Mathai, 2014)
- Phintelloides manipur Caleb, 2020
- Phintelloides munitus (Bösenberg & Strand, 1906)
- Phintelloides orbisa Kanesharatnam & Benjamin, 2019
- Phintelloides pengi Wang & Li, 2021
- Phintelloides rarus Logunov, 2024
- Phintelloides scandens Deeleman-Reinhold, Addink & Miller, 2024
- Phintelloides undulatus (Caleb & Karthikeyani, 2015)
- Phintelloides versicolor (C. L. Koch, 1846)

## Systématique et taxinomie
Ce genre a été décrit par Kanesharatnam et Benjamin en 2019 dans les Salticidae.

## Publication originale
- Kanesharatnam & Benjamin, 2019 : « Multilocus genetic and morphological phylogenetic analysis reveals a radiation of shiny South Asian jumping spiders (Araneae, Salticidae). » ZooKeys, no 839, p. 1-81 (texte intégral).